# Portugiesisch-taiwanische Beziehungen
Die portugiesisch-taiwanischen Beziehungen beschreiben das zwischenstaatliche Verhältnis von Portugal und Taiwan. Die Länder haben keine direkten diplomatischen Beziehungen, stattdessen unterhält Portugal nicht-offizielle Beziehungen zu Taiwan, ebenso wie die meisten EU-Länder, als Folge der Ein-China-Politik.
Neben dem bilateralen Handel und den politischen Kontakten auf Parlamentarierebene wurde inzwischen die kleine, aber wachsende portugiesische Gemeinde in Taiwan ein weiteres Verbindungsglied. Im Jahr 2000 waren erst acht Portugiesen dort gemeldet, im Jahr 2010 waren es 15, dann 59 (2015), 109 (2017), 196 (2018) und bereits 242 im Jahr 2019. Im Jahr 2020 waren im Gegenzug 42 Bürger Taiwans in Portugal gemeldet, davon mit 23 die meisten im Distrikt Lissabon.
Portugiesische Staatsbürger können für bis zu 90 Tage visumsfrei nach Taiwan einreisen.

## Geschichte

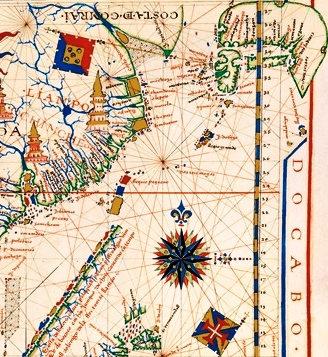
Portugiesische Karte Taiwans (Formosa) und umgebender Region von 1571 des portugiesischen Kartografs Fernão Vaz Dourado.

Im 16. Jahrhundert erreichten die portugiesischen Seefahrer als erste Europäer die Insel Taiwan, die sie Ilha Formosa nannten (Portugiesisch für: schöne Insel). Nachdem Portugal 1580 durch Erbfolge an Spanien gefallen war und in dieser Iberischen Union zunehmend geschwächt wurde, konnte es auch seine fernöstlichen Besitzungen kaum noch halten. Im Süden der Insel gründeten die Niederländer ab 1624 mit Niederländisch-Formosa für einige Jahrzehnte eine Kolonie, während die Spanier sich im Norden der Insel einige Jahre hielten. Die Portugiesen spielten hier keine Rolle mehr.
1895 wurde die Insel japanisch und 1945 eine Provinz der Republik China, bis schließlich die Kuomintang 1949 im Chinesischen Bürgerkrieg unterlag und sich nach Taiwan zurückzog. Seither existiert Taiwan als eigenes Staatsgebilde abseits der 1949 gegründeten Volksrepublik China auf dem Festland.
Ebenso wie die meisten Länder der Welt ging auch Portugal danach keine Beziehungen zu Taiwan ein, tat dies aber auch aus Rücksicht auf seine alten Beziehungen zu Festlandchina und seiner dortigen Besitzung Macau. Dennoch pflegten das antikommunistische Estado Novo-Regime und Taiwan lockere inoffizielle Beziehungen.
Nach der linksgerichteten Nelkenrevolution 1974 und dem folgenden Ende der semifaschistischen Diktatur bat die Regierung Portugals Taiwan, sein Vertretungsbüro wieder zu schließen. Taiwan bemüht sich seither in wiederkehrenden Initiativen, die Beziehungen zu Portugal zu intensivieren, ohne politische Probleme in den Beziehungen zu China zu provozieren. Das 1992 gegründete, einer Botschaft ähnliche Taipei Wirtschafts- und Kulturbüro in Lissabon besteht daher bis heute.
Politische Kontakte finden seither auf Parlamentarierebene statt. Es formierte sich eine portugiesisch-taiwanische Parlamentariergruppe im Portugiesischen Parlament, und Abgeordnete besuchten Taiwan zu verschiedenen Anlässen, etwa zur Vereidigung von Präsidentin Tsai Ing-wen 2016 oder zum besseren Kennenlernen der politischen und gesellschaftlichen Situation in Taiwan im gleichen Jahr.

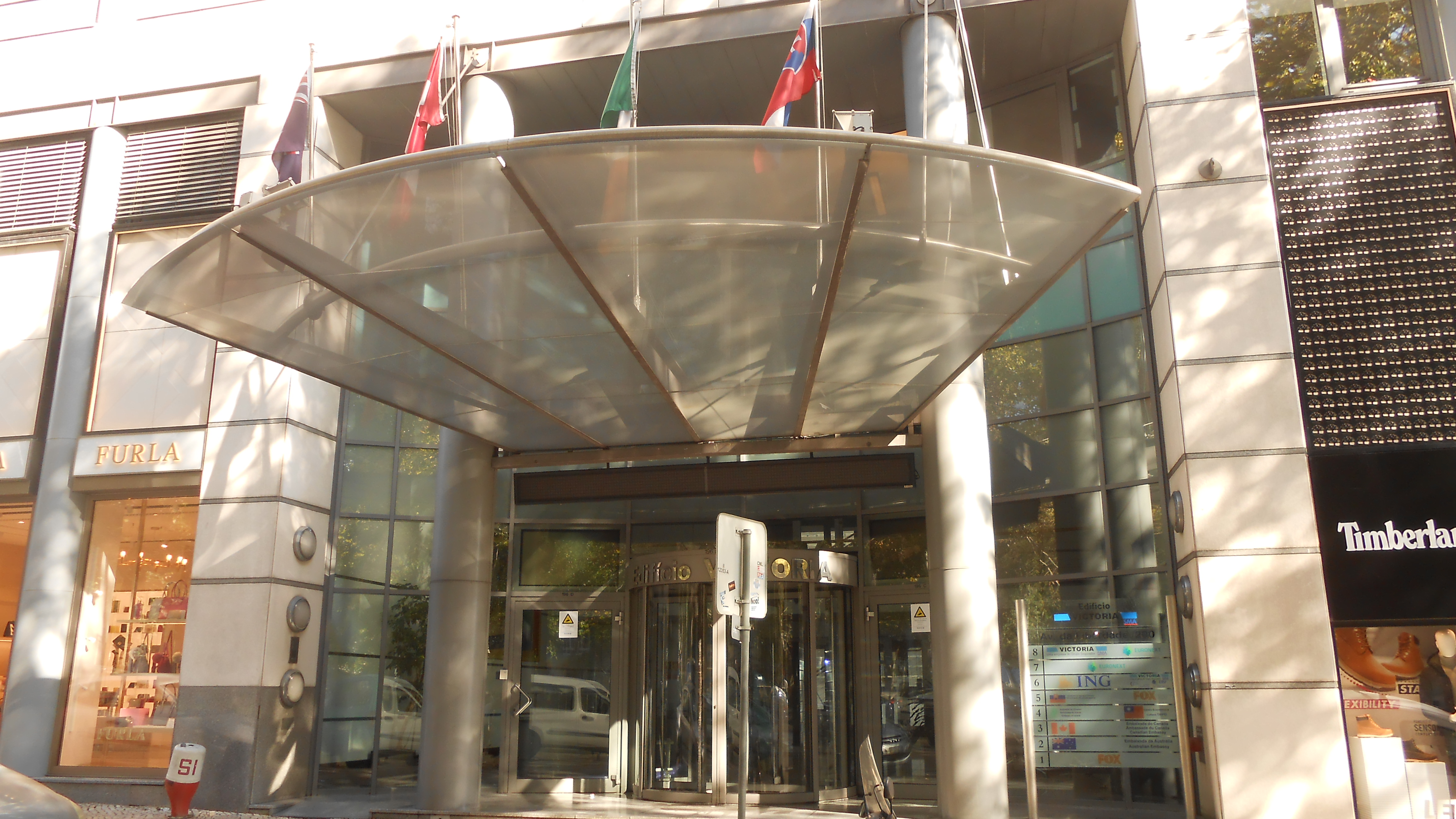
Das taiwanische Büro an der Avenida da Liberdade Nr. 200 in Lissabon: das Bürogebäude Edifício Victória beherbergt mehrere Botschaften.

## Diplomatie
Mangels offizieller diplomatischer Beziehungen bestehen keine gegenseitigen Botschaften und Konsulate. Taiwan unterhält jedoch eines seiner Wirtschafts- und Kulturbüros in Portugal, das Konsulats- und Botschaftsähnliche Centro Cultural e Económico de Taipé in Lissabon, während die portugiesische Botschaft in Peking auch für Taiwan zuständig ist.

## Wirtschaft

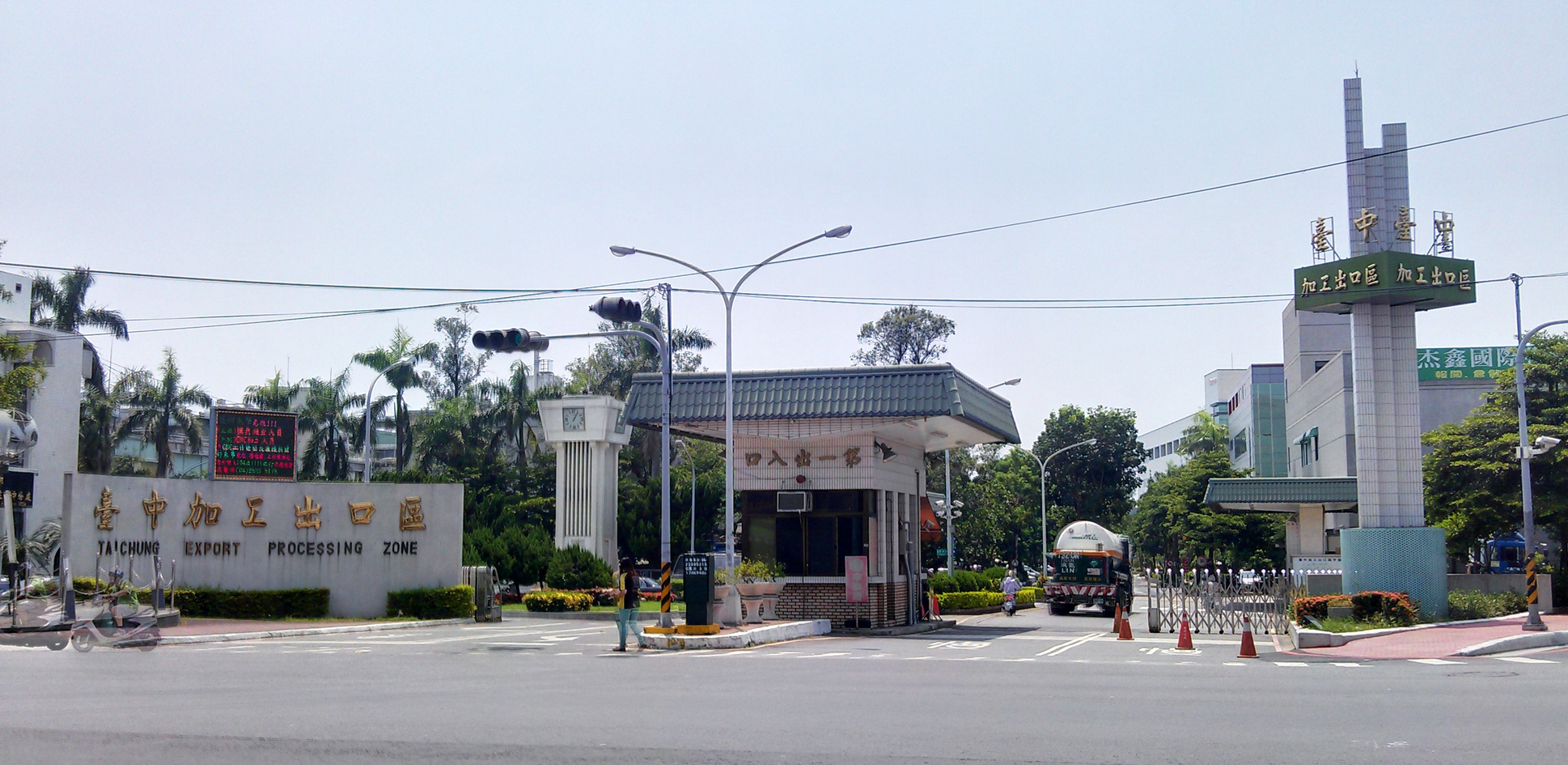
Das Industriegebiet Taichung Export Processing Zone in der taiwanischen Stadt Taichung: Maschinen und Geräte bestimmen den Handel zwischen Portugal und Taiwan.

Im Jahr 2020 belief sich das bilaterale Handelsvolumen auf 604 Mio. Euro, mit einem Handelsbilanzüberschuss zu Gunsten Taiwans von 336 Mio. Euro (2021: 195 Mio. Euro). Damit war Taiwan an 44. Stelle der Abnehmer portugiesischer Waren und an 23. Stelle der Lieferanten Portugals, während Portugal an 39. Stelle als Abnehmer taiwanischer Waren und an 62. Stelle als Lieferant Taiwans stand.
Portugal importierte im Jahr 2021 Waren im Wert von 263 Mio. Euro (2020: 470 Mio.) aus Taiwan, davon 52,9 % Maschinen und Geräte, 24,3 % Fahrzeuge und Fahrzeugteile, 6,8 % Metallwaren, 5,4 % Kunststoffe und Gummi, und 1,9 % Holz und Kork.
Taiwan führte im gleichen Jahr Waren im Wert von 74 Mio. aus Portugal ein (2020: 134 Mio.), davon 59,1 % Maschinen und Geräte, 19,5 % Metallwaren, 14,1 % Fahrzeuge und Fahrzeugteile, 3,7 % Kunststoffe und Gummi, und 0,8 % chemische Erzeugnisse.
Zwischen 2016 und 2020 wuchs ihr bilateraler Handel stetig, mit einer jährlichen Zunahmen der portugiesischen Exporte nach Taiwan von durchschnittlich 18,1 % und einer Steigerung der taiwanischen Exporte nach Portugal von durchschnittlich 19,7 %. Erst mit dem Einbruch der Weltwirtschaft im Zuge der weltweiten COVID-19-Pandemie ging das Handelsvolumen zurück.
Die portugiesische Außenhandelskammer AICEP unterhält kein eigenes Büro in Taiwan, das Land wird vom AICEP-Büro im kontinentalchinesischen Shanghai betreut. Taiwan unterhält in Lissabon ein eigenes Wirtschafts- und Kulturbüro.

## Sport
Die Portugiesische und die Taiwanische Fußballnationalmannschaft der Männer sind bisher noch nicht aufeinander getroffen, auch die Portugiesische und die Taiwanische Fußballnationalmannschaft der Frauen noch nicht. Beim Algarve-Cup war die Taiwanische Frauenelf noch nicht vertreten (Stand Mai 2022).
Bei der Futsal-Weltmeisterschaft 2004 in Taiwan schied der Gastgeber in der Vorrunde aus, die portugiesische Mannschaft fuhr nach der folgenden Zwischenrunde nach Hause. Die beiden trafen dabei nicht aufeinander.